# Hexatoma wilsonii
Hexatoma wilsonii là một loài ruồi trong họ Limoniidae. Chúng phân bố ở miền Tân bắc.